# Mariehamns litteraturdagar
Mariehamns litteraturdagar är ett årligen återkommande kulturellt evenemang i Mariehamn på Åland.
Evenemanget har sedan 1993 anordnats årligen av Mariehamns stadsbibliotek. Initiativet togs av chefbibliotekarie Yvonne Andersson-Halling (1950–1997). Dagarna har en viktig brobyggande roll som arena för möten och samtal mellan aktuella författare från Finland och Sverige. 